# Mateu Bisbe
Mateu Bisbe (Matthaeus Episcopus, Ματταῖος), fou bisbe romà d'Orient titulat Ioniae et Asiatidis Terrae Episcopus. No se sap exactament d'on era bisbe ni en quina època va viure. Únicament se sap que va escriure 
Epistola ad Magnum Magnae Ecclesiae Constantinop. Chartophylacem, obra que s'ha conservat.